# 한불해
한불해(韓不害, ? ~ ?)는 전한 중기의 관료이다.

## 행적
천한 4년(기원전 97), 좌풍익에 임명되었다.

## 출전
- 반고, 《한서》 권19하 백관공경표 下

| 전임 은주 | 전한의 좌풍익 기원전 97년 ~ ? | 후임 가승호 |